# Sphagnum longifolium
Sphagnum longifolium là một loài rêu trong họ Sphagnaceae. Loài này được Saut. mô tả khoa học đầu tiên năm 1852.
Danh pháp khoa học của loài này chưa được làm sáng tỏ. 